# Bardenac
Bardenac ist eine französische Gemeinde mit 217 Einwohnern (Stand 1. Januar 2022) im Département Charente in der Region Nouvelle-Aquitaine (vor 2016 Poitou-Charentes). Sie gehört zum Arrondissement Angoulême, zum Kanton Tude-et-Lavalette und zum 2017 gegründeten Gemeindeverband Lavalette Tude Dronne. Die Einwohner werden Bardenacais genannt.

## Geografie
Bardenac liegt im Süden der historischen Provinz Angoumois im waldreichen Süden des Départements Charente an der Grenze zum Département Charente-Maritime, etwa 40 Kilometer südlich von Angoulême. Umgeben wird Bardenac von den Nachbargemeinden Brossac im Nordwesten und Norden, Brie-sous-Chalais im Norden, Curac im Osten, Yviers im Süden sowie Saint-Vallier im Westen.

## Bevölkerungsentwicklung
| Jahr                       | 1962 | 1968 | 1975 | 1982 | 1990 | 1999 | 2006 | 2019 |
| Einwohner                  | 238  | 232  | 405  | 362  | 367  | 238  | 229  | 226  |
| Quellen: Cassini und INSEE |      |      |      |      |      |      |      |      |

## Sehenswürdigkeiten
- Kirche Saint-Saturnin (auch: Saint-Germain), ursprünglich aus dem 11. Jahrhundert

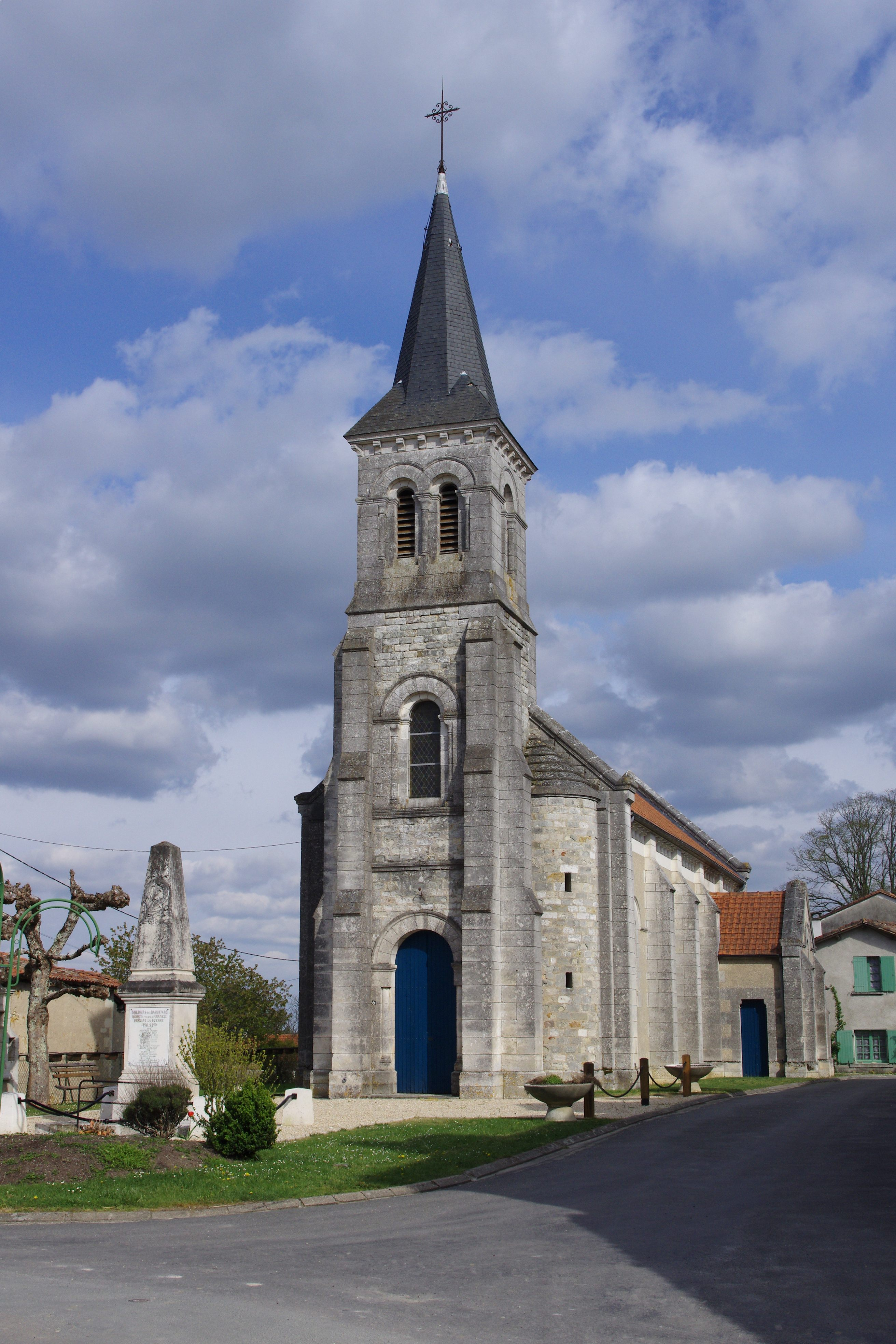
Kirche Saint-Saturnin